# Paula Geiger-von Blanckenburg
Paula Geiger-von Blanckenburg (* 29. Dezember 1875 in Torgau; † 29. Februar 1956 in München; auch Paula Geiger-von Blankenburg) war eine deutsche Malerin und Grafikerin.

## Leben
Von Paula Arnolde Geiger-von Blanckenburg sind nur wenige Lebensdaten bekannt. Als Tochter von Karl Julius Eugen von Blankenburg (1837–1908) entstammt sie dem Adelsgeschlecht von Blanckenburg. Sie studierte an der Kunstakademie Dresden bei Robert Sterl und war 1904 Gründungsmitglied der Gruppe Dresdner Künstlerinnen, Ortsverband Dresdner Künstlerinnen, des 1908 neu gegründeten Bundes deutscher und österreichischer Künstlerinnenvereine. Sie war Mitglied im Reichsverband bildender Künstler Deutschlands.
Am 29. Juli 1911 heiratete sie den Münchner Bildhauer Ernst Geiger (1878–1960). Dressler listet 1930 ihren Wohnort mit Franz-Josef-Straße in München.

## Werk
Werke von Paula Geiger-von Blanckenburg befinden sich in der Städtischen Galerie im Lenbachhaus in München, u. a. ein Selbstbildnis. Bekannt sind ebenfalls Porträts (z. B. Georg Kerschensteiner), Stillleben und Grafiken.

## Ausstellungen (Auswahl)
- 1906:	Sächsische Kunstausstellung Dresden[4]
- 1909:	Frühjahr-Ausstellung der Münchener Secession[4]
- 1910:	Frühjahr-Ausstellung der Münchener Secession[4]
- 1910:	XXXVII. Ausstellung der Vereinigung Bildender Künstler Österreichs Secession Wien[4]
- 1911:	Frühjahr-Ausstellung der Münchener Secession[4]